# Castillo de Benabarre
El castillo de Benabarre, también conocido como castillo de los Condes de Ribagorza, es un castillo medieval que se encuentra en la localidad de Benabarre, perteneciente a la provincia de Huesca, en Aragón.
Es una fortificación que está asentada a lo largo de un cerro alargado de gran altura en lo alto de la población, desde la que se tenía comunicación visual con localidades cercanas como Purroy o Pilzán.
El castillo se asienta sobre un promontorio de roca caliza que utiliza como cimientos. Esto suponía una gran ventaja defensiva, ya que así los muros no podían ser minados (técnica habitual en el asedio de fortalezas, que consistía en construir un túnel por debajo del muro para después hundirlo y abrir así una brecha por la que asaltar). Además está rodeado por una muralla. La entrada se realiza mediante unas escaleras protegidas por un muro.
Fue declarado Bien de Interés Cultural en 2006.

## Historia

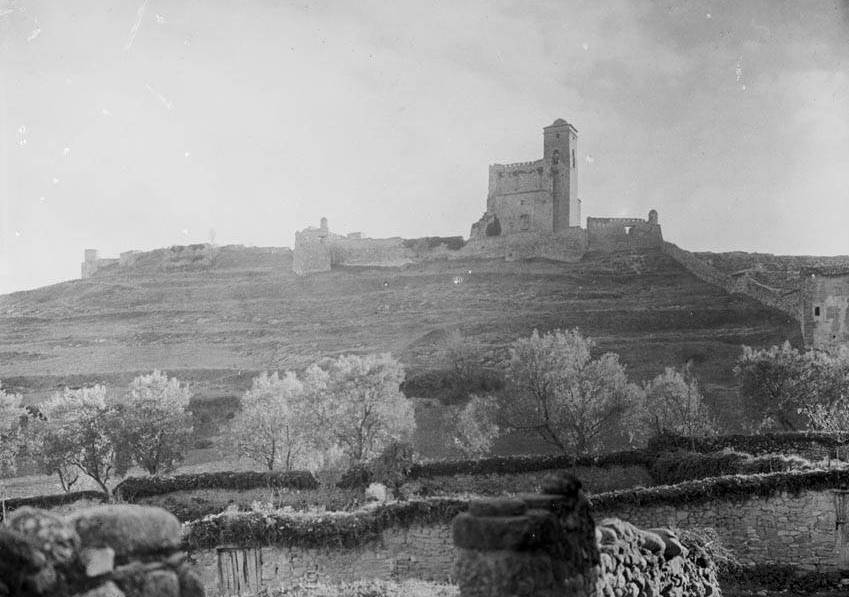
El castillo de Benabarre (entre 1904 y 1914)

Los orígenes del castillo se remontan a finales del siglo x o principios del siglo xi. En esa época la zona de Benabarre estaba bajo dominio musulmán. De esa época data la defensa perimetral del cerro en que asienta, con cubos de muralla de sección rectangular. El antiguo lugar fortificado era conocido como Ibn Awar, nombre del que probablemente deriva el actual nombre del pueblo. 
En el año 1062 Benabarre fue conquistada por el rey Ramiro I, quien mandó edificar un castillo, al objeto de asegurar la posición, en una frontera todavía inestable. Con el paso de los años se construyó una iglesia de estilo románico. La sociedad cristiana fue asimilando la herencia del mundo islámico, que se hizo palpable en el desarrollo de los espacios comerciales como plazas y porches.
La villa se convirtió en capital ribagorzana cuando, en 1322, Jaime II decidió otorgar el título de conde de Ribagorza para su hijo D. Pedro de Aragón. El infante Pedro restauró el Condado de Ribagorza localizando su centro de poder en Benabarre. El Castillo de Benabarre, pasó a ser residencia condal y su iglesia románica se transformó en un imponente templo gótico.
La época más importante de la historia del castillo de Benabarre es la que se desarrolla entre los años 1577 y 1589, en la que fue testigo de las cruentas batallas mantenidas durante la Guerra de Ribagorza entre los ribagorzanos del conde don Martín, y su hijo, don Fernando de Aragón.
En 1596, el Condado de Ribagorza fue derogado e incorporado a la corona por Felipe II, y el Castillo de Benabarre, desmantelado.
A finales del primer tercio del siglo xvii, se ordena reconstruir el castillo, ante el advenimiento de la Sublevación de Cataluña (1636-1656); amén de ser la capital del Condado de Ribagorza.
Las guerras con Cataluña, la Guerra de Sucesión Española (1707-1714), la Guerra de la Independencia y las Guerras Carlistas convirtieron al Castillo en ruinas.
En el XIX se transformó en un fuerte fusilero: los muros se estrechan y se elevan, para adaptarlos al armamento ligero que se usaba entonces.
En el último cuarto del siglo XIX los restos de la iglesia gótica, la cual había sido parcialmente desmontada medio siglo antes para construir la actual iglesia parroquial, fueron adaptados como pabellón militar dotándola de dos pisos y trasladando el arco del coro al piso superior. Otra fuerte transformación en el siglo XIX lo adaptó a las necesidades de los nuevos armamentos y elevó la actual iglesia parroquial con un campanario que posteriormente sirvió de vigía aérea durante la Guerra Civil.
Podemos decir que el castillo de Benabarre es un auténtico archivo en piedra que permite arrojar luz sobre la historia de la zona. El Castillo pasó a ser propiedad municipal en 1922 y desde 1991 está en proceso de recuperación y adaptación como monumento.
A principios de los 90, se realizaron diversas intervenciones en el Castillo a través de campos de trabajo, y se reconstruyeron torres y muros con profesionales.

## Descripción

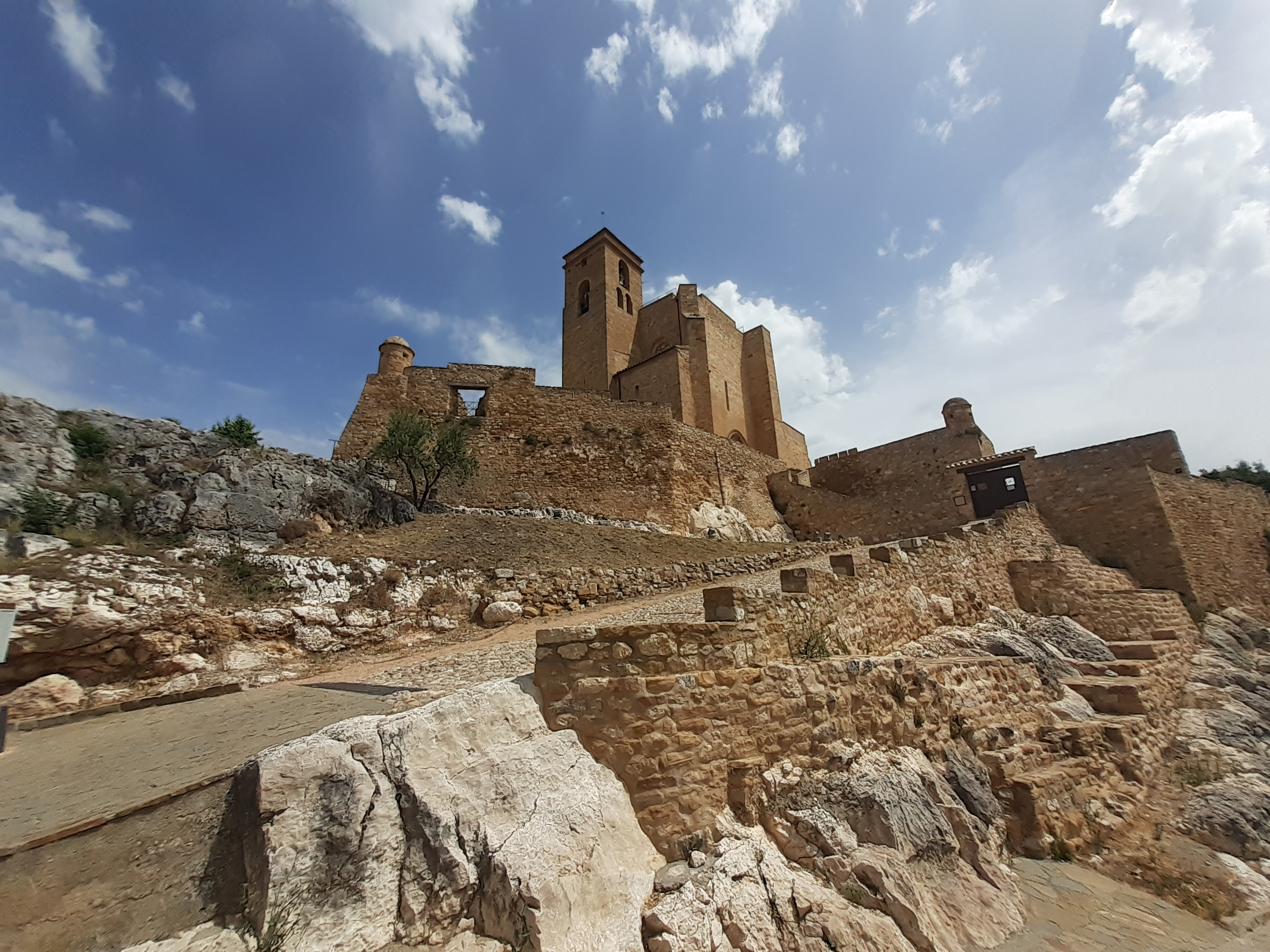
Entrada al recinto del Castillo de Benabarre

Los restos del Castillo son en realidad la superposición de tres recintos fortificados, dos iglesias y una cisterna. Entre sus usos constatar el de un campanario, un cementerio, huertos, albergue para pobres, torre de vigilancia aérea y monumento.
El conjunto formado por el castillo y la iglesia de Santa María de Valdeflores ejerce como hito y núcleo de la localidad, a partir del cual creció la población configurando un urbanismo de ladera en la vertiente sur del castillo, ya que por el norte presenta un desnivel inexpugnable.
El castillo es de planta asimilable al rectángulo, de unos cien por cincuenta metros, en cuyas esquinas se observan bastiones.
El castillo de Benabarre en la actualidad se asemeja más a un fuerte del siglo XIX, aunque conserva gran cantidad de construcciones y muros de cuando fue castillo-palacio de los condes de Ribagorza, por lo tanto se trata de un conjunto monumental de un solo recinto donde se integran todas las transformaciones del inmueble paralelas a sus avatares históricos, desde vestigios de la ocupación islámica hasta el siglo XIX.
El monumento está compuesto de dos recintos escalonados sobre la cumbre de la montaña. En el superior y más antiguo se conservan algunos muros y paredores sobre el espolón rocoso, donde se observa en la zona de más altura los arranques de una torre cuadrada, posiblemente obra musulmana, así como en el trazado perimetral de la roca con zonas vaciadas para asentar cimientos y muros.
En el recinto inferior se observan los restos del templo del siglo XII, ya que se construyó una iglesia románica con una torre a sus pies, que fue ampliada posteriormente. 
A finales del siglo XIV se hizo una reforma, levantando la iglesia gótica de Santa María de Valdeflores, con una gran torre de sillería, tras ella se adosa un cuerpo rectangular que pudo ser la cisterna, además de lienzos del recinto amurallado, del cual todavía quedan las primeras hiladas. Junto a la portada de la iglesia parte un acceso en recodo hasta el recinto alto, tramo protegido por un torreón semicircular que presenta saeteras, y al sur de la roca, está el patio y un el recinto exterior construido sobre la parte baja del promontorio con muros en talud. En los extremos este y oeste se observan los torreones de vigilancia de planta circular perforados por saeteras adaptados para las armas del siglo XIX. En el conjunto defensivo de Benabarre perviven los restos de las obras de los siglos XIV y XV, obras de un castillo que Felipe II mandó desmantelar a finales del siglo XVI, junto con reconstrucciones realizadas en el siglo XIX, para su conversión en fuerte fusilero ya que esta fortificación jugó un papel destacado durante las tres guerras carlistas.